# UCI World Tour 2016
UCI World Tour 2016 – 8. edycja cyklu szosowych wyścigów kolarskich o najwyższej randze w klasyfikacji UCI. Seria rozpoczęła się 19 stycznia w Australii wyścigiem Tour Down Under, a zakończyła 1 października zawodami Giro di Lombardia we Włoszech.
W kalendarzu na sezon 2016 figurowalo 27 wyścigów (13 wieloetapowych i 14 jednodniowych). Tour de Pologne – najważniejszy wyścig kolarski w Polsce, ponownie znalazł się w programie.
Prawo startu otrzymało 18 grup zawodowych. Do najwyższej dywizji profesjonalnych zespołów kolarskich dołączyła drużyna Dimension Data.

## Drużyny
| Kod UCI | Zespół             | Siedziba          |
| ------- | ------------------ | ----------------- |
| ALM     | Ag2r-La Mondiale   | Francja           |
| AST     | Astana Pro Team    | Kazachstan        |
| BMC     | BMC Racing Team    | Stany Zjednoczone |
| CPT     | Cannondale-Drapac  | Stany Zjednoczone |
| DDD     | Dimension Data     | Południowa Afryka |
| EQS     | Etixx-Quick Step   | Belgia            |
| FDJ     | FDJ                | Francja           |
| GIA     | Team Giant-Alpecin | Niemcy            |
| IAM     | IAM Cycling        | Szwajcaria        |
| KAT     | Team Katusha       | Rosja             |
| LAM     | Lampre-Merida      | Włochy            |
| TLJ     | Team LottoNL-Jumbo | Holandia          |
| LTS     | Lotto Soudal       | Belgia            |
| MOV     | Movistar Team      | Hiszpania         |
| OGE     | Orica-BikeExchange | Australia         |
| SKY     | Team Sky           | Wielka Brytania   |
| TTS     | Tinkoff            | Rosja             |
| TFR     | Trek-Segafredo     | Stany Zjednoczone |

## Klasyfikacje
po 27 z 27 wyścigów

### Klasyfikacja indywidualna
| M-ce | Imię i nazwisko    | Kraj            | Drużyna            | Pkt |
| ---- | ------------------ | --------------- | ------------------ | --- |
| 1.   | Peter Sagan        | Słowacja        | Tinkoff            | 669 |
| 2.   | Nairo Quintana     | Kolumbia        | Movistar Team      | 609 |
| 3.   | Chris Froome       | Wielka Brytania | Team Sky           | 564 |
| 4.   | Alejandro Valverde | Hiszpania       | Movistar Team      | 436 |
| 5.   | Alberto Contador   | Hiszpania       | Tinkoff            | 428 |
| 6.   | Greg Van Avermaet  | Belgia          | BMC Racing Team    | 420 |
| 7.   | Richie Porte       | Australia       | BMC Racing Team    | 394 |
| 8.   | Romain Bardet      | Francja         | Ag2r-La Mondiale   | 374 |
| 9.   | Esteban Chaves     | Kolumbia        | Orica-BikeExchange | 351 |
| 10.  | Daniel Martin      | Irlandia        | Etixx-Quick Step   | 280 |
| ...  |                    |                 |                    |     |
| 44.  | Rafał Majka        | Polska          | Tinkoff            | 110 |
| 46.  | Michał Kwiatkowski | Polska          | Team Sky           | 108 |
| 173. | Maciej Bodnar      | Polska          | Tinkoff            | 7   |

### Klasyfikacja drużynowa
| Miejsce | Drużyna            | Punkty | Top 5 zawodników                                                                    |
| ------- | ------------------ | ------ | ----------------------------------------------------------------------------------- |
| 1       | Movistar Team      | 1471   | Quintana (609), Valverde (436), J. Izagirre (270), Fernández (88), Amador (68)      |
| 2       | Tinkoff            | 1361   | P. Sagan (669), Contador (428), Majka (110), Kreuziger (86), McCarthy (68)          |
| 3       | Team Sky           | 1187   | Froome (564), Ser. Henao (234), Poels (148), Thomas (121), Stannard (120)           |
| 4       | BMC Racing Team    | 1128   | Van Avermaet (420), Porte (394), S. Sánchez (130), van Garderen (104), Atapuma (80) |
| 5       | Orica-BikeExchange | 909    | Chaves (351), Matthews (184), A. Yates (144), Gerrans (119), Ewan (111)             |
| 6       | Team Katusha       | 789    | Zakarin (239), Kristoff (229), Rodríguez (211), Špilak (60), Kuzniecow (50)         |
| 7       | Etixx-Quick Step   | 775    | D. Martin (280), Jungels (153), Alaphilippe (146), Terpstra (108), Stybar (88)      |
| 8       | Cannondale-Drapac  | 616    | Bettiol (185), Urán (137), Talansky (132), Formolo (108), Villella (54)             |
| 9       | Trek-Segafredo     | 565    | Cancellara (176), Mollema (160), Felline (108), Nizzolo (90), Stuyven (31)          |
| 10      | Pro Team Astana    | 539    | Nibali (241), Rosa (110), M. López (109), Scarponi (43), Aru (36)                   |
| 11      | FDJ                | 516    | Pinot (206), Démare (154), Reichenbach (84), Roux (56), Geniez (16)                 |
| 12      | Team LottoNL-Jumbo | 506    | Vanmarcke (201), Kruijswijk (118), Kelderman (74), Gesink (59), Van Emden (54)      |
| 13      | Ag2r-La Mondiale   | 482    | Bardet (374), Pozzovivo (32), Dupont (32), Latour (22), Peraud (22)                 |
| 14      | Lotto Soudal       | 463    | Wellens (130), Greipel (92), Roelandts (90), Gallopin (85), Benoot (66)             |
| 15      | Lampre-Merida      | 442    | Costa (194), Ulissi (129), Meintjes (85), Modolo (18), Conti (16)                   |
| 16      | Team Giant-Alpecin | 435    | T. Dumoulin (149), Barguil (144), Degenkolb (98), Arndt (38), Ludvigsson (6)        |
| 17      | IAM Cycling        | 418    | Naesen (162), Pantano (115), Haussler (72), Frank (39), Warbasse (30)               |
| 18      | Dimension Data     | 290    | Cavendish (80), Boasson Hagen (79), Haas (53), Siucou (40), Cummings (38)           |

### Klasyfikacja krajów
| Miejsce | Kraj              | Punkty | Top 5 zawodników                                                                        |
| ------- | ----------------- | ------ | --------------------------------------------------------------------------------------- |
| 1       | Hiszpania         | 1475   | Valverde (436), Contador (428), J. Izagirre (270), Rodríguez (211), S. Sánchez (130)    |
| 2       | Kolumbia          | 1446   | Quintana (609), Chaves (351), Ser. Henao (234), Urán (137), Pantano (115)               |
| 3       | Wielka Brytania   | 1050   | Froome (564), A. Yates (144), Thomas (121), Stannard (120), S. Yates (101)              |
| 4       | Francja           | 1024   | Bardet (374), Pinot (206), Démare (154), Alaphilippe (146), Barguil (144)               |
| 5       | Belgia            | 1003   | Van Avermaet (420), Vanmarcke (201), Naesen (162), Wellens (130), Roelandts (90)        |
| 6       | Australia         | 908    | Porte (394), Matthews (184), Gerrans (119), Ewan (111), Hayman (100)                    |
| 7       | Włochy            | 773    | Nibali (241), Bettiol (185), Ulissi (129), Rosa (110), Felline (108)                    |
| 8       | Holandia          | 683    | Mollema (160), T. Dumoulin (149), Poels (148), Kruijswijk (118), Terpstra (108)         |
| 9       | Słowacja          | 669    | P. Sagan (669)                                                                          |
| 10      | Szwajcaria        | 416    | Cancellara (176), Albasini (106), Reichenbach (84), Frank (39), Morabito (11)           |
| 11      | Norwegia          | 343    | Kristoff (229), Boasson Hagen (79), Holst Enger (16), Hoelgaard (14), Stake Laengen (5) |
| 12      | Niemcy            | 339    | Degenkolb (98), Greipel (92), Kittel (81), Arndt (38), Sieberg (30)                     |
| 13      | Rosja             | 336    | Zakarin (239), Kuzniecow (50), Łagutin (20), Silin (18), Catiewicz (9)                  |
| 14      | Irlandia          | 286    | D. Martin (280), Roche (6)                                                              |
| 15      | Stany Zjednoczone | 280    | Talansky (132), van Garderen (104), Warbasse (30), Craddock (10), King (4)              |
| 16      | Polska            | 225    | Majka (110), Kwiatkowski (108), Bodnar (7)                                              |